# Vörös fokföldirekettye
A vörös fokföldirekettye avagy  rooibos (Aspalathus linearis) dél-afrikai cserje. Zsenge hajtásaiból készülő főzetét az ottani lakosság évszázadok óta issza kedvező élettani hatásai és finom íze miatt. Neve afrikaans nyelven „vörös bokrot” jelent.

## A növény leírása
1–1,5 méter magas cserje; a termesztetteket 50–60 centiméteresre visszavágják. 1–5 cm hosszú, 1 mm vastag, enyhén szőrös, tűszerű levelei hosszú, hajlékony ágakon nőnek.
Októberben virágzik, pillangó formájú, sárga virágai rövid nyélen ülnek. A termése vastag héjú, sárgásbarna színű, kemény magva van.
A cserje meleg- és vízigényes.

## Feldolgozása
A zsenge hajtásokat először az 1–1,5 éves növényről, nyáron szedik, majd ugyancsak kézi munkával dolgozzák fel.
Afrika lakosai eredetileg is kézzel szedték le a növényi részeket, majd kőlapon összezúzták és hagyták megszáradni.
Ma is zúzzák, aprítják, halmokba rakva fermentálják. A fermentálás közben kapja meg jellegzetes vörös színét.
A teát gőzöléssel sterilizálják, megszárítják, majd átrostálják, végezetül pedig csomagolják.
A fermentálás nélkül készített zöld rooibos antioxidáns-tartalma nagyobb a vörösénél.
A levelek mellett a fás részek és a kéreg is hasznosítható.

## Teája
Az 1700-as évektől van írásos feljegyzés európai használatáról, évszázadok óta jelen van az orvoslásban is. Nyugat-Európában az 1990-es évek közepétől kezdve rohamosan terjed a fogyasztása, mert élvezeti teaként a modern életmód kitűnő kiegészítőjének bizonyult. A legnagyobb rooibos tea fogyasztók Németország, Hollandia, Japán és az USA.
Koffeinmentes, ásványi anyagokban (kalcium, mangán, fluor, cink, magnézium, réz) gazdag, cserzőanyag-tartalma alacsony, antioxidáns tulajdonságánál fogva lassítja az élettani öregedést.
Jellegzetes, frissítő (fűszeres) íze a fekete teáénál édesebb. Mélyvörös színű.

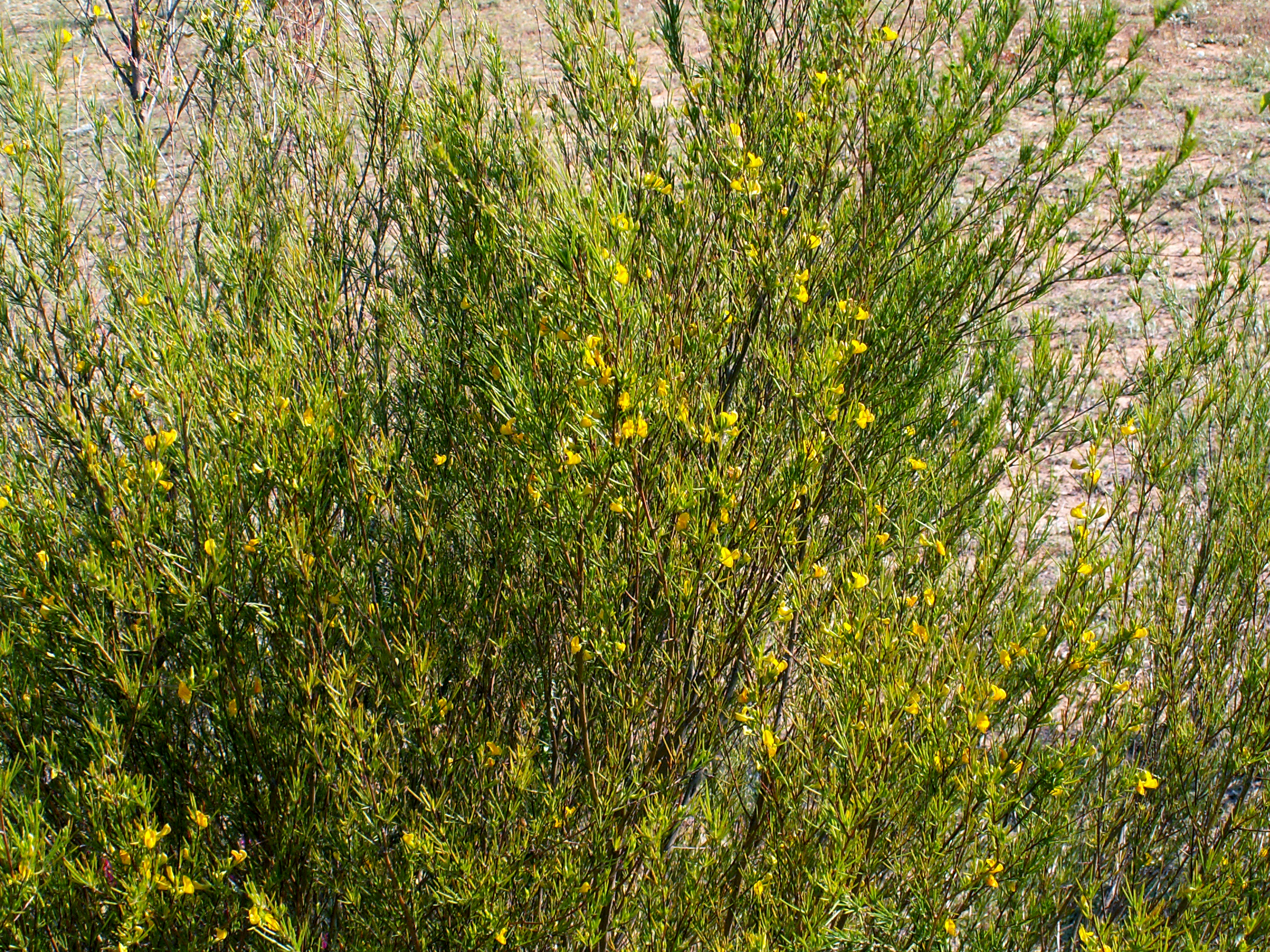
Rooibos, Clanwilliam, Dél-afrikai
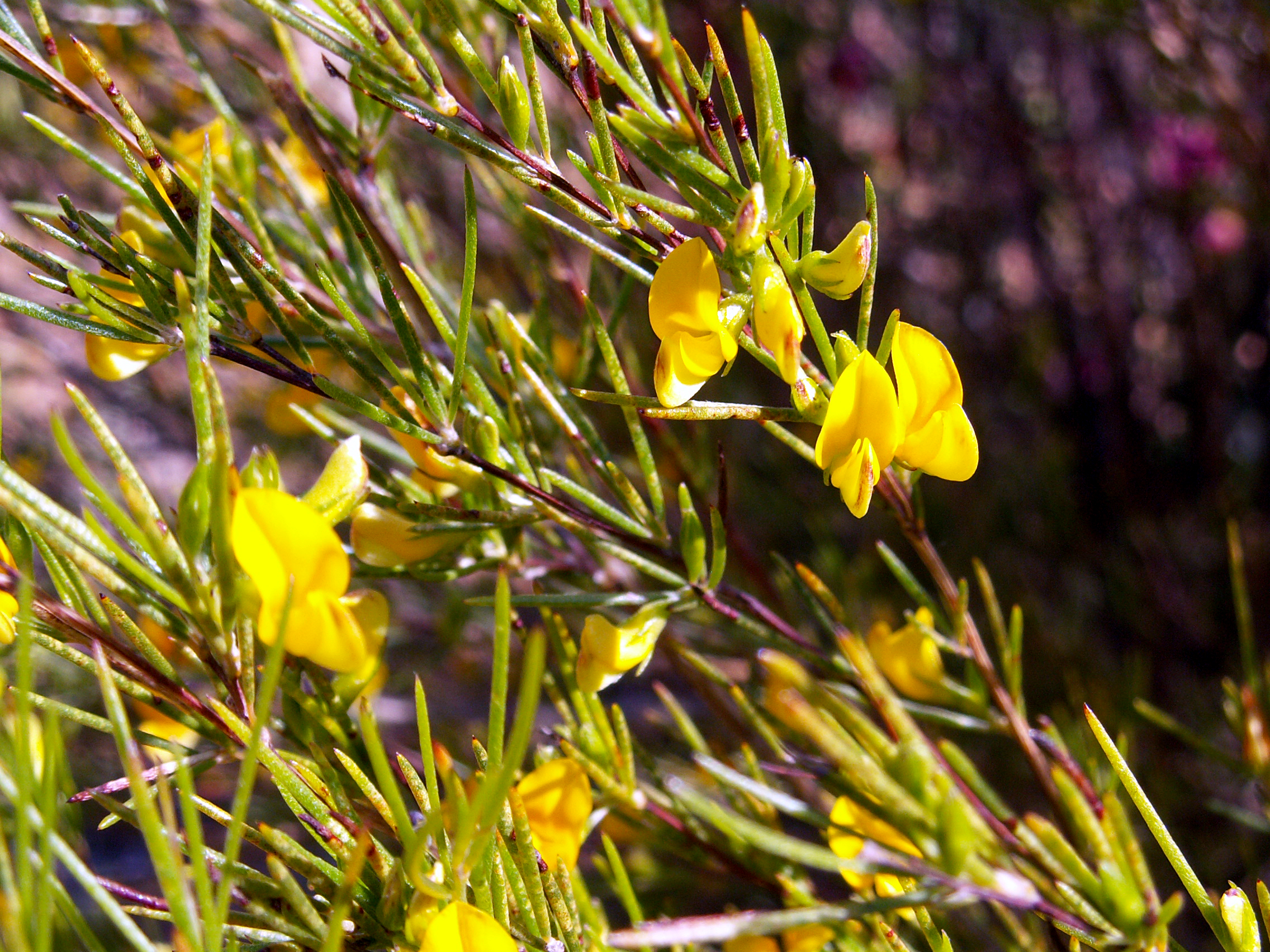
Rooibos, Clanwilliam, Dél-afrikai
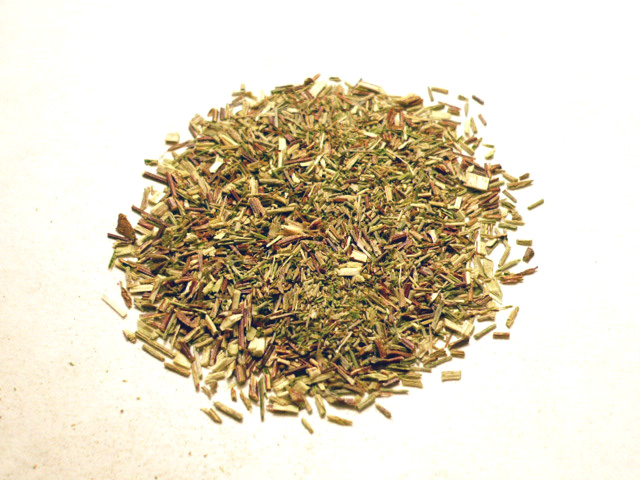
Alapanyag
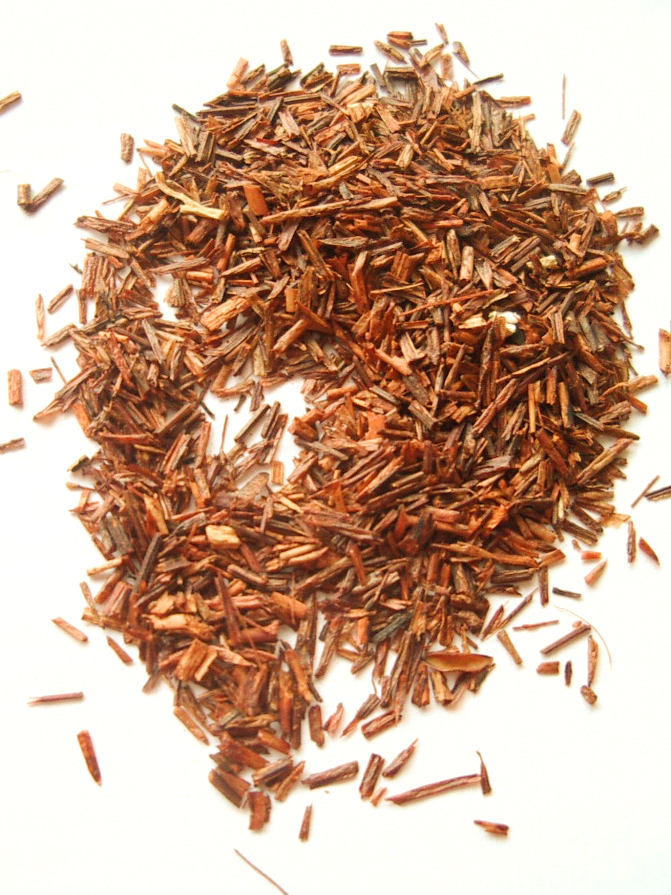
Fermentált alapanyag